# ۲۵ جمادی‌الاول
۲۵ جمادی‌الاول، بیست و پنجمین روز از ماه جمادی‌الاول در تقویم هجری قمری است.
در تقویم هجری قمری قراردادی این روز صد و چهل و سومین روز سال است.

## زادگان
ولادت حضرت زینب (ص)

## درگذشتگان
- ۸۵۹ - شمس‌الدین نواجی ادیب و شاعر مصری.